# غلامرضا سلیمانی
غلامرضا سلیمانی امیری (زاده ۱۳۳۷) رییس سابق بیمه مرکزی و استاد تمام گروه حسابداری دانشکده علوم اجتماعی و اقتصادی دانشگاه الزهرا است که تاکنون بیش از ۵۰ مقاله از او در مجلات علمی به چاپ رسیده است.
وی دارای دکترای حسابداری از دانشگاه تهران است. سلیمانی در دولت اصلاحات مدیرعامل سازمان تأمین اجتماعی بود.
مدیر عاملی شرکت سرمایه گذاری غدیر، مدیر عاملی شرکت سرمایه گذاری تدبیر، عضویت در هیئت مدیره شستا، دستیار اقتصادی و مالی ریاست بنیاد مستضعفان و نیز ریاست هیئت مدیره بانک پارسیان از دیگر سوابق اجرایی او است.

## بیمه مرکزی
هیئت وزیران در جلسه ۲۷ تیر ۱۳۹۷ که به ریاست حسن روحانی برگزار شد، به غلامرضا سلیمانی امیری به عنوان رئیس کل بیمه مرکزی جمهوری اسلامی ایران رأی اعتماد داد.
رئیس‌جمهور در این جلسه رئیس کل جدید بیمه مرکزی را به گسترش چتر حمایتی بیمه و پوشش کامل آن در حوادث طبیعی و غیرمترقبه و نیز بهره‌گیری از نیروهای جوان و خلاق و تحول در این صنعت از طریق گسترش شفافیت و رقابت توصیه کرد.
سلیمانی امیری در دوران ریاست خویش بر بیمه مرکزی با حضور در کلاب هاوس به سولات کاربران این رسانه ارتباطی پاسخ داد. در این جلسه که سه ساعت به طول انجامید دیجیتالی کردن صنعت بیمه را مهمترین محور فعالیت خویش دانست.